# Trío Terrible
Para el grupo de Marvel Comics del mismo nombre, consulte Trío Terrible (cómic).
El Trío Terrible es un grupo de supervillanos ficticios que aparecen en los cómics publicados por DC Comics, comenzando con Detective Comics # 253 (marzo de 1958). Conocidos individualmente como Zorro, Buitre y Tiburón, sus respectivos nombres reales eran originalmente Warren Lawford, Armand Lydecker y Gunther Hardwick, aunque estos han cambiado a lo largo de las décadas.

## Historial de publicaciones
El Trío Terrible apareció por primera vez en Detective Comics # 253 y fue creado por Dave Wood y Sheldon Moldoff.

## Biografía ficticia
El Trío Terrible fueron originalmente tres inventores famosos en Gotham City, que buscaron nuevos desafíos al comenzar una carrera criminal. Como truco, se visten con trajes de negocios mientras usan máscaras de dibujos animados de animales. A partir de esto, se les conoce como el Zorro, el Tiburón y el Buitre. Aprovechando sus respectivas áreas de especialización, basan su tecnología en sus respectivos temas animales. El Trío fueron enemigos recurrentes de Batman y Robin durante años, pero también han luchado contra G'nort, y, más recientemente, contra el nuevo Doctor Medianoche.
Un segundo grupo del Trío Terrible era un joven grupo de matones que asumieron las identidades de los viejos enemigos de Batman. Batman pronto se dio cuenta de que uno de los miembros era el hijo de Lucius Fox, Timothy Fox (el Buitre). Él y otros dos amigos se apropiaron de las identidades del Trío original e intentaron robar a los invitados del ático de Bruce Wayne, pero ellos son sometidos y capturados por Batman.

### Doctor Medianoche
En la miniserie Doctor Mid-Nite, los tres han trasladado sus operaciones a Portsmouth en lugar de Gotham, y se han convertido en los líderes industriales Fisk, Shackley y Volper, jefes de la firma de inversión  Industries Praeda (Praeda significa "botín" o "botín", y comparte una raíz con la palabra "depredador"). En esta historia, el Trío adopta sus disfraces como parte de los rituales que realizan para traer buena fortuna a sus esfuerzos, invocando los espíritus de la tierra, el aire y el agua. El Trío intenta causar desastres simultáneos en gran parte de la ciudad y su costa, dejando solo la propiedad en las peores secciones de la ciudad, que poseían y luego podrían revender con enormes ganancias. Como parte de su plan, el Trío también opera como capos de la droga, vendiendo el esteroide A39 basado en Venom para crear un ejército de soldados superfuertes parecidos a zombis. Cuando el Doctor Cross comienza a investigar sus asuntos, intentan matarlo, pero solo logran aparentemente cegarlo (sin que ellos lo sepan, gana las habilidades que lo convertirían en Doctor Medianoche). El Doctor Medianoche frustra sus planes para la ciudad, y los miembros del Trío son capturados y condenados a un total de 800 años de prisión.

### Detective Comics
En Detective Comics # 832 (abril de 2007), el tiburón presuntamente fallecido se llama Sherman Shackley. En este número, el apellido del zorro es Fisk y el apellido del buitre, Volper, aunque no se dan nombres de pila para ninguno de los personajes. Aquí, el Tiburón, en un intento de reinventarse después de sufrir un colapso psicótico, presuntamente debido al abuso de sustancias, que lo llevó a 'divorciarse' de su papel en el Trío, finge su propia muerte sacándose los dientes. y ponerlos en un cadáver recientemente fallecido, en su lugar, poner los dientes de un tiburón en la boca, e intenta asesinar a sus socios bajo el alias del 'Cuarto Hombre', solamente para ser detenido por Batman, quien dedujo la verdad, como nadie más podía saber tanto sobre el Trío. El trío termina en Arkham Asylum, donde el Zorro y el Buitre cambian su lealtad a Warren White, el "Gran Tiburón Blanco", quien le informa a Shackley que ya no puede ser el Tiburón y que está tomando su lugar.

### DC Rebirth
En el reinicio de DC Rebirth, se presenta un nuevo Trío Terrible en Gotham Academy: Second Semester. Este trío son tres estudiantes de la Academia que forman parte de una sociedad secreta dedicada al fantasma de la Academia, Amity Arkham. Su líder es Amanada Lydecker (Zorro), descendiente del arquitecto holandés Ambroos Lydecker, quien diseñó tanto la Academia como el Arkham Asylum para honrar a Amity y quien firmó su trabajo "Vos" (la palabra holandesa para "zorro"). Los otros dos miembros son Wendy Lawford (Tiburón) y Reiner Hardwick (Cuervo, en lugar de Buitre), quienes se rinden inmediatamente cuando son desafiados por el Club de Detectives.

## Otras versiones

### Familia Marvel
Una versión diferente del Terrible Trío apareció en Marvel Family # 21. Son tres monstruos convocados desde el Inframundo por tres hermanos de carnaval, después de que no pueden contratar a la Familia Marvel, sino que roban un libro de magia en su lugar. Dibujan un círculo y convocan a un Sátiro, una Hidra y un Argos, planea exhibirlos y colocarlos en una jaula. Lo que no se dan cuenta es que los monstruos tienen que regresar en 24 horas a menos que se envíen tres reemplazos. Los monstruos usan su fuerza para salir de la jaula y son capaces de abrirse camino entre los Marvels que han venido a investigar el robo del libro de hechizos, planeando enviar a los hermanos en lugar de ellos mismos. Sin embargo, los Marvel pueden derrotarlos en la segunda batalla y luego llevarlos de regreso al círculo. Se transforman en sus formas civiles para encontrarse con los hermanos, pero cuando regresan al círculo, son atados y amordazados por los monstruos que planean enviarlos de regreso al Inframundo. Sin embargo, cuando un rayo desciende para transportarlos, en cambio los transforma en la Familia Marvel que envía a los monstruos de regreso.

## En otros medios

### Televisión
- El Trío Terrible original aparece en un episodio homónimo de Batman: la serie animada con Warren Lawford / Fox con la voz de Bill Mumy, Armand Lydecker / Buitre con la voz de David Jolliffe y Gunther Hardwick / Tiburón con la voz de Peter Scolari. Esta versión de Lawford, Lydecker y Hardwick son capitalistas que heredaron fortunas familiares del petróleo, una empresa de aerodinámica y un padre del magnate naviero, respectivamente. Por aburrimiento, recurren al crimen, asumiendo las identidades de Zorro, Buitre y Tiburón luego de inspirarse en los elementos que les dieron su fortuna. Después de burlar a Batman y Robin en sus dos primeros encuentros con el Dúo Dinámico, el Trío Terrible hiere a Sheldon Fallbrook mientras lo roba, lo que lleva a su hija y la novia de Lawford, Rebecca, a descubrir sus identidades. Intentan silenciarla, pero finalmente son derrotados por Batman y Robin y arrestados, con Lawford encarcelado en la Penitenciaría de Stonegate.
- Una variación del Trío Terrible aparece en el episodio de la serie animada The Batman, "Attack of the Terrible Trio". Esta versión del grupo son estudiantes universitarios y marginados sociales llamados David (con la voz de David Faustino), Justin (con la voz de Googy Gress) y Amber (con la voz de Grey DeLisle), quienes se mutan usando fórmulas robadas del Dr. Kirk Langstrom. David rehízo la fórmula y la puso en parches que se disuelven, que usan para convertirse en teriantropos; con David parecido a un zorro, Justin un tiburón martillo y Amber un buitre. Como el Trío Terrible, cometen crímenes por diversión y reivindicación, aunque también convierten a sus matones y compañeros de estudios en teriantropos contra su voluntad. Desde que fue a la misma universidad, Barbara Gordon / Batgirl alertó a Batman sobre sus actividades y lo ayudó a combatirlos. Usando un antídoto proporcionado por Langstrom, logran curar a Amber y Justin, pero David se cubre accidentalmente con un fluido mutagénico destinado a varios otros estudiantes y se transforma en un monstruo quimérico parecido a un grifo con cuernos. Después de hacer un alboroto, es electrocutado y enviado a prisión junto con Justin y Amber.
- El Trío Terrible aparece en el episodio de la serie animada Batman: The Brave and the Bold, "Return of the Fearsome Fangs", con Zorro con la voz de Phil Morris, Buitre con la voz de Edoardo Ballerini y Tiburón sin diálogo. Esta versión del grupo son millonarios aburridos que se convierten en artistas marciales y usan máscaras de sus animales tótem mientras estudian en el Templo de Wudang junto a Batman y Tigre de Bronce. Como miembros del Clan de las Sombras, el Trío Terrible planea robar el Tótem de Wudang del templo. Mientras matan al Maestro Wong Fei, Batman y Tigre de Bronce luchan contra el grupo para proteger el artefacto. Durante la pelea, el trío obtiene el Tótem de Wudang y se transforman en versiones monstruosas de sus animales tótem e intentan tomar el control de Hong Kong, solo para ser derrotados por Batman y Tigre de Bronce con el poder del tótem.
- El Trío Terrible apareció en la obra de arte promocional lanzada para la serie animada de DC Universe Harley Quinn,[9] aunque aún no han aparecido.

### Varios
El Trío Terrible aparece en el número 11 de la serie de cómics de Batman: The Brave and the Bold. Batman y Green Arrow luchan contra ellos para evitar que obtengan un arma secreta que les daría el poder máximo.